# Atletica leggera ai Giochi della XXX Olimpiade - 100 metri piani maschili

Video ufficiale della Finale

Ai Giochi della XXX Olimpiade, che si sono tenuti a Londra nel 2012, la competizione dei 100 metri piani maschili si è svolta il 4 e il 5 agosto presso lo Stadio Olimpico di Londra.

## Presenze ed assenze dei campioni in carica
Per i campionati europei si considera l'edizione del 2010.
| Competizione         | Atleta              | Prestazione | Londra 2012 |
| -------------------- | ------------------- | ----------- | ----------- |
| Olimpiadi 2008       | Usain Bolt          | 9”69        | Presente    |
| Commonwealth 2010    | Lerone Clarke       | 10”12       | Non qual.   |
| Europei 2010         | Christophe Lemaitre | 10”11       | Solo 200 m  |
| Asiatici 2010        | Lao Yi              | 10”24       | Non selez.  |
| Panamericani 2011    | Lerone Clarke       | 10”01       | Non qual.   |
| Africani 2011        | Amr Seoud           | 10”20       | Presente    |
| Mondiali 2011        | Yohan Blake         | 9”92        | Presente    |
|                      |                     |             |             |
| Mondiali junior 2008 | Dexter Lee          | 10”40       | Non qual.   |

1. ↑  In semifinale Kim Collins (Saint Kitts e Nevis) stabilì il nuovo record dei Giochi con 10"00.

## La gara
Usain Bolt è il più forte velocista in circolazione.
L'unico che può insidiarlo è Yohan Blake, giamaicano come lui, che lo ha battuto ai campionati nazionali (9"75 contro 9"86), stabilendo il miglior tempo della stagione.
Nel primo turno si mette in luce lo statunitense Justin Gatlin, che ferma i cronometri su 9"97. Fa ancora meglio il connazionale Ryan Bailey: il suo 9"88 (primato personale) è il tempo più veloce mai corso in una batteria. I tre giamaicani (Bolt, Blake e Asafa Powell) passano il turno vincendo la rispettiva batteria.
Le semifinali si disputano con la nuova formula: tre serie con la qualificazione diretta per i primi due. Vengono ripescati i due migliori tempi.
Nella prima, Gatlin batte Powell (che finisce terzo ma è ripescato); nella seconda Bolt batte Bailey; nella terza Blake batte Tyson Gay. I tempi dei vincitori sono tutti inferiori a 9"90. Il migliore è Gatlin con 9"82. Il primo dei non qualificati, il trinidegno Keston Bledman, stabilisce un record: il suo 10"04 è il tempo più veloce della storia per un atleta non qualificato alla finale olimpica.
In finale Usain Bolt non lascia nessuna possibilità agli avversari. Il suo tempo di 9"63 è il migliore mai corso alle Olimpiadi. Bolt migliora il suo precedente record olimpico di 6 centesimi. Yohan Blake (9"75) giunge secondo distanziato di un metro eguagliando il primato personale. Dopo i due giamaicani seguono i tre americani, con Gatlin che acciuffa il bronzo per un centesimo su Gay. Anche Gatlin stabilisce il proprio record personale. Sbaglia totalmente gara Powell, che giunge ottavo (passa il traguardo rialzato).
Usain Bolt è il secondo atleta nella storia olimpica a confermarsi campione sui 100 metri (prima di lui c'era riuscito solo lo statunitense Carl Lewis, medaglia d'oro nel 1984 e nel 1988).

Sette atleti su otto hanno corso in meno di 10 secondi, facendo di questa gara una delle più veloci di sempre. I tempi degli atleti classificati dal terzo al settimo posto sono i migliori mai registrati per le rispettive posizioni.

## Batterie preliminari
Sabato 4 agosto.
Si qualificano per il secondo turno i primi 2 classificati di ogni batteria. Vengono ripescati i 2 migliori tempi degli esclusi.

### 1ª Batteria
Ore 10:00.
| Pos. | Corsia | Atleta                    | Paese               | Tempo | Note                          |
| ---- | ------ | ------------------------- | ------------------- | ----- | ----------------------------- |
| 1    | 3      | Bruno Rojas               | Bolivia             | 10"62 | Q                             |
| 2    | 7      | Devilert Arsene Kimbembe  | Rep. del Congo      | 10"68 | Q                             |
| 3    | 4      | Holder da Silva           | Guinea-Bissau       | 10"69 | q                             |
| 4    | 8      | Joseph Andy Lui           | Tonga               | 11"17 |                               |
| 5    | 6      | Mohan Khan                | Bangladesh          | 11"25 | Miglior prestazione personale |
| 6    | 5      | Kilakone Siphonexay       | Laos                | 11"30 |                               |
| 7    | 2      | Christopher Lima da Costa | São Tomé e Príncipe | 11"56 | Miglior prestazione personale |

### 2ª Batteria
Ore 10:08.
| Pos. | Corsia | Atleta              | Paese          | Tempo | Note                          |
| ---- | ------ | ------------------- | -------------- | ----- | ----------------------------- |
| 1    | 5      | Jurgen Themen       | Suriname       | 10"55 | Q                             |
| 2    | 4      | Fernando Lumain     | Indonesia      | 10"80 | Q =                           |
| 3    | 2      | Wilfried Bingangoye | Gabon          | 10"89 |                               |
| 4    | 8      | Ali Liaquat         | Pakistan       | 10"90 |                               |
| 5    | 6      | Rodman Teltull      | Palau          | 11"06 | Miglior prestazione personale |
| 6    | 7      | Tavevele Noa        | Tuvalu         | 11"55 |                               |
| 7    | 3      | Timi Garstabg       | Isole Marshall | 12"81 |                               |

### 3ª Batteria
Ore 10:16.
| Pos. | Corsia | Atleta                | Paese                     | Tempo | Note                          |
| ---- | ------ | --------------------- | ------------------------- | ----- | ----------------------------- |
| 1    | 6      | Berenger Aymard Bosse | Rep. Centrafricana        | 10"55 | Q                             |
| 2    | 8      | Foo Ee Yeo            | Singapore                 | 10"57 | Q                             |
| 3    | 4      | Azneem Ahmed          | Maldive                   | 10"79 | q                             |
| 4    | 3      | J'Maal Alexander      | Isole Vergini Britanniche | 10"92 |                               |
| 5    | 5      | John Howard           | Micronesia                | 11"05 |                               |
| 6    | 2      | Chris Meke Walasi     | Isole Salomone            | 11"42 |                               |
| 7    | 7      | Elama Fa'atonu        | Samoa Americane           | 11"48 | Miglior prestazione personale |

### 4ª Batteria
Ore 10:24.
| Pos. | Corsia | Atleta                 | Paese                     | Tempo | Note                          |
| ---- | ------ | ---------------------- | ------------------------- | ----- | ----------------------------- |
| 1    | 3      | Gérard Kobéané         | Burkina Faso              | 10"42 | Q                             |
| 2    | 8      | Fabrice Coiffic        | Mauritius                 | 10"62 | Q                             |
| 3    | 6      | Courtney Carl Williams | Saint Vincent e Grenadine | 10"80 | Miglior prestazione personale |
| 4    | 2      | Rachid Chouhal         | Malta                     | 10"83 | =                             |
| 5    | 5      | Tilak Ram Tharu        | Nepal                     | 10"85 | Miglior prestazione personale |
| 6    | 9      | Massoud Azizi          | Afghanistan               | 11"19 |                               |
| 7    | 7      | Nooa Takooa            | Kiribati                  | 11"53 | Miglior prestazione personale |
| 8    | 4      | Patrick Tuara          | Isole Cook                | 11"72 |                               |

## Batterie qualifiche
Sabato 4 agosto.
Si qualificano per il turno successivo i primi 3 classificati di ogni batteria. Vengono ripescati i 3 migliori tempi degli esclusi.

### 1ª Batteria
Ore 12:30.
| Pos. | Corsia | Atleta                | Paese             | Tempo | Note |
| ---- | ------ | --------------------- | ----------------- | ----- | ---- |
| 1    | 7      | Tyson Gay             | Stati Uniti       | 10"08 | Q    |
| 2    | 6      | Richard Thompson      | Trinidad e Tobago | 10"14 | Q    |
| 3    | 8      | Gerald Phiri          | Zambia            | 10"16 | Q    |
| 4    | 4      | Jaysuma Saidy Ndure   | Norvegia          | 10"28 |      |
| 5    | 5      | Ángel David Rodríguez | Spagna            | 10"34 |      |
| 6    | 3      | Jurgen Themen         | Suriname          | 10"53 |      |
| 7    | 9      | Isidro Montoya        | Colombia          | 10"54 |      |
| 8    | 2      | Foo Ee Yeo            | Singapore         | 10"69 |      |

### 2ª Batteria
Ore 12:38.
| Pos. | Corsia | Atleta                    | Paese             | Tempo | Note                                     |
| ---- | ------ | ------------------------- | ----------------- | ----- | ---------------------------------------- |
| 1    | 4      | Justin Gatlin             | Stati Uniti       | 9"97  | Q                                        |
| 2    | 6      | Derrick Atkins            | Bahamas           | 10"22 | Q                                        |
| 3    | 5      | Rondel Sorrillo           | Trinidad e Tobago | 10"23 | Q                                        |
| 4    | 8      | Dariusz Kuć               | Polonia           | 10"24 |                                          |
| 5    | 9      | Nilson Andrè              | Brasile           | 10"26 | Miglior prestazione personale stagionale |
| 6    | 7      | Masashi Eriguchi          | Giappone          | 10"30 |                                          |
| 7    | 3      | Barakat Mubarak Al-Harthi | Oman              | 10"41 |                                          |
| 8    | 2      | Fernando Lumain           | Indonesia         | 10"90 |                                          |

### 3ª Batteria
Ore 12:46.
| Pos. | Corsia | Atleta                | Paese              | Tempo | Note |
| ---- | ------ | --------------------- | ------------------ | ----- | ---- |
| 1    | 7      | Ryan Bailey           | Stati Uniti        | 9"88  | Q =  |
| 2    | 8      | Ben Youssef Meïté     | Costa d'Avorio     | 10"06 | Q    |
| 3    | 6      | Justyn Warner         | Canada             | 10"09 | Q    |
| 4    | 4      | Kemar Hyman           | Isole Cayman       | 10"16 | q    |
| 5    | 9      | Suwaibou Sanneh       | Gambia             | 10"21 | q    |
| 6    | 5      | Rytis Sakalauskas     | Lituania           | 10"29 |      |
| 7    | 3      | Berenger Aymard Bosse | Rep. Centrafricana | 10"55 |      |
| 8    | 2      | Bruno Rojas           | Bolivia            | 10"65 |      |

### 4ª Batteria
Ore 12:54.
| Pos. | Corsia | Atleta                    | Paese               | Tempo | Note                                     |
| ---- | ------ | ------------------------- | ------------------- | ----- | ---------------------------------------- |
| 1    | 7      | Usain Bolt                | Giamaica            | 10"09 | Q                                        |
| 2    | 5      | Daniel Bailey             | Antigua e Barbuda   | 10"12 | Q                                        |
| 3    | 6      | James Dasaolu             | Gran Bretagna       | 10"13 | Q                                        |
| 4    | 3      | Amr Ibrahim Mostafa Seoud | Egitto              | 10"22 | Miglior prestazione personale stagionale |
| 5    | 4      | Jason Rogers              | Saint Kitts e Nevis | 10"30 |                                          |
| 6    | 8      | Ogho-Oghene Egwero        | Nigeria             | 10"38 |                                          |
| 7    | 2      | Holder da Silva           | Guinea-Bissau       | 10"71 |                                          |
| -    | 9      | Idrissa Adam              | Camerun             | dnf   |                                          |

### 5ª Batteria
Ore 13:02.
| Pos. | Corsia | Atleta                   | Paese          | Tempo | Note |
| ---- | ------ | ------------------------ | -------------- | ----- | ---- |
| 1    | 7      | Asafa Powell             | Giamaica       | 10"04 | Q    |
| 2    | 4      | Adam Gemili              | Gran Bretagna  | 10"11 | Q    |
| 3    | 6      | Churandy Martina         | Paesi Bassi    | 10"20 | Q    |
| 4    | 9      | Reza Ghasemi             | Iran           | 10"31 |      |
| 5    | 5      | Obinna Metu              | Nigeria        | 10"35 |      |
| 6    | 8      | Ramon Gittens            | Barbados       | 10"35 |      |
| 7    | 2      | Paul Williams            | Grenada        | 10"65 |      |
| 8    | 3      | Devilert Arsene Kimbembe | Rep. del Congo | 11"94 |      |

### 6ª Batteria
Ore 13:10.
| Pos. | Corsia | Atleta         | Paese               | Tempo | Note                                     |
| ---- | ------ | -------------- | ------------------- | ----- | ---------------------------------------- |
| 1    | 5      | Yohan Blake    | Giamaica            | 10"00 | Q                                        |
| 2    | 7      | Ryota Yamagata | Giappone            | 10"07 | Q                                        |
| 3    | 3      | Su Bingtian    | Cina                | 10"19 | Q                                        |
| 4    | 6      | Antoine Adams  | Saint Kitts e Nevis | 10"22 | q                                        |
| 5    | 9      | Peter Emelieze | Nigeria             | 10"22 | Miglior prestazione personale stagionale |
| 6    | 8      | Jeremy Bascom  | Guyana              | 10"31 |                                          |
| 7    | 4      | Marek Niit     | Estonia             | 10"40 |                                          |
| 8    | 2      | Azneem Ahmed   | Maldive             | 10"84 |                                          |

### 7ª Batteria
Ore 13:18.
| Pos. | Corsia | Atleta          | Paese               | Tempo | Note |
| ---- | ------ | --------------- | ------------------- | ----- | ---- |
| 1    | 9      | Dwain Chambers  | Gran Bretagna       | 10"02 | Q    |
| 2    | 6      | Jimmy Vicaut    | Francia             | 10"11 | Q    |
| 3    | 5      | Keston Bledman  | Trinidad e Tobago   | 10"13 | Q    |
| 4    | 7      | Warren Fraser   | Bahamas             | 10"27 |      |
| 5    | 8      | Miguel López    | Porto Rico          | 10"31 |      |
| 6    | 2      | Gérard Kobéané  | Burkina Faso        | 10"48 |      |
| 7    | 3      | Fabrice Coiffic | Mauritius           | 10"59 |      |
| -    | 4      | Kim Collins     | Saint Kitts e Nevis | dns   |      |

## Semifinali
Domenica 5 agosto.

Si qualificano per la finale i primi due classificati di ogni batteria (Q). Vengono ripescati i due tempi migliori degli esclusi (q).

### 1ª Batteria
Ore 19:45.
| Pos. | Corsia | Atleta            | Paese             | Tempo | Note |
| ---- | ------ | ----------------- | ----------------- | ----- | ---- |
| 1    | 7      | Justin Gatlin     | Stati Uniti       | 9"82  | Q    |
| 2    | 2      | Churandy Martina  | Paesi Bassi       | 9"91  | Q    |
| 3    | 4      | Asafa Powell      | Giamaica          | 9"94  | q    |
| 4    | 8      | Keston Bledman    | Trinidad e Tobago | 10"04 |      |
| 5    | 6      | Ben Youssef Meïté | Costa d'Avorio    | 10"13 |      |
| 6    | 5      | Jimmy Vicaut      | Francia           | 10"16 |      |
| 7    | 9      | James Dasaolu     | Gran Bretagna     | 10"18 |      |
| 8    | 3      | Suwaibou Sanneh   | Gambia            | 10"18 |      |

### 2ª Batteria
Ore 19:53.
| Pos. | Corsia | Atleta           | Paese               | Tempo | Note                                     |
| ---- | ------ | ---------------- | ------------------- | ----- | ---------------------------------------- |
| 1    | 4      | Usain Bolt       | Giamaica            | 9"87  | Q                                        |
| 2    | 7      | Ryan Bailey      | Stati Uniti         | 9"96  | Q                                        |
| 3    | 8      | Richard Thompson | Trinidad e Tobago   | 10"02 | q                                        |
| 4    | 5      | Dwain Chambers   | Gran Bretagna       | 10"05 |                                          |
| 5    | 9      | Gerald Phiri     | Zambia              | 10"11 | Miglior prestazione personale stagionale |
| 6    | 6      | Daniel Bailey    | Antigua e Barbuda   | 10"16 |                                          |
| 7    | 2      | Antoine Adams    | Saint Kitts e Nevis | 10"27 |                                          |
| 8    | 3      | Su Bingtian      | Cina                | 10"28 |                                          |

### 3ª Batteria
Ore 20:01.
| Pos. | Corsia | Atleta          | Paese             | Tempo | Note                                     |
| ---- | ------ | --------------- | ----------------- | ----- | ---------------------------------------- |
| 1    | 6      | Yohan Blake     | Giamaica          | 9"85  | Q                                        |
| 2    | 4      | Tyson Gay       | Stati Uniti       | 9"90  | Q                                        |
| 3    | 7      | Adam Gemili     | Gran Bretagna     | 10"06 |                                          |
| 4    | 8      | Derrick Atkins  | Bahamas           | 10"08 | Miglior prestazione personale stagionale |
| 5    | 9      | Justyn Warner   | Canada            | 10"09 | =                                        |
| 6    | 5      | Ryota Yamagata  | Giappone          | 10"10 |                                          |
| 7    | 3      | Rondel Sorrillo | Trinidad e Tobago | 10"31 |                                          |
| -    | 2      | Kemar Hyman     | Isole Cayman      | dns   |                                          |

## Finale
| Primatista mondiale   | 9"58        | Usain Bolt  |
| Primatista stagionale | 9"75 (29/6) | Yohan Blake |

1. ↑  Record stabilito nel 2009.
2. ↑  Alla data del 20 luglio 2012.

La finale si è svolta domenica 5 agosto alle ore 21:50.
| Pos. | Corsia | Atleta           | Età | Paese             | Tempo | Note                                                      |
| ---- | ------ | ---------------- | --- | ----------------- | ----- | --------------------------------------------------------- |
|      | 7      | Usain Bolt       | 26  | Giamaica          | 9"63  | Record olimpico · Miglior prestazione mondiale stagionale |
|      | 5      | Yohan Blake      | 23  | Giamaica          | 9"75  | =                                                         |
|      | 6      | Justin Gatlin    | 30  | Stati Uniti       | 9"79  | Miglior prestazione personale                             |
| 4    | 8      | Ryan Bailey      | 23  | Stati Uniti       | 9"88  | =                                                         |
| 5    | 9      | Churandy Martina | 28  | Paesi Bassi       | 9"94  |                                                           |
| 6    | 2      | Richard Thompson | 27  | Trinidad e Tobago | 9"98  |                                                           |
| 7    | 3      | Asafa Powell     | 30  | Giamaica          | 11"99 | [ 1 ]                                                     |
| -    | 4      | Tyson Gay        |     | Stati Uniti       | 9"80  | dq                                                        |